# サン・セバスティアン・デル・オエステ
サン・セバスティアン・デル・オエステ（San Sebastián del Oeste）
は、メキシコのハリスコ州にある自治体。かつて鉱山都市として繁栄した。プエルト・バヤルタに近い。プエブロ・マヒコ選出。